# Achondrostoma salmantinum
El gallego, (Achondrostoma salmantinum) es una especie de pez la familia de los ciprínidos, que vive en ríos de la península ibérica. Se trata de una especie de reciente descripción, aunque popularmente conocida en la provincia salmantina, hace décadas era muy común verla en las tapas de algunos bares, especialmente en Alba de Tormes. Con una limitada área de distribución. Ésta se limita al río Huebra, el río Turones y el río de las Uces, cabecera del río Tormes, afluentes del Duero.También es muy frecuente en charcas aisladas, en las cuales,si no hay presencia de depredadores, se presentan en bancos de miles de individuos.Hasta principios de la década de los 90 también se pescaban sardas en el embalse de Ricobayo, en el río Esla, y en toda la cuenca del río Tormes. Debido a la introducción de especies invasoras 
como el lucio han desaparecido.